# Symbiogenese

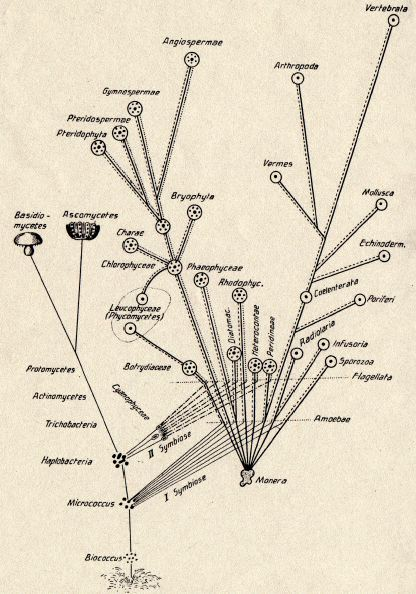
Symbiogenese-Baum des Lebens (1905): Historisches Diagramm von Konstantin Mereschkowski (1855–1921). Es zeigt seine Hypothese zur Entstehung komplexer Lebensformen (heute Eukaryonten genannt) durch zweimalige Einbindung endosymbiotischer Bakterien. Die erste Symbiose führte zur Entstehung des Zellkerns, bei der zweiten entstanden die Chloroplasten. Mitochondrien wurden hier nicht einbezogen; bzgl. des Zellkerns wird heute die virale Eukaryogenese diskutiert.

Moderne Darstellung der Symbiogenese: die Eukaryonten mit ihren Mitochondrien entstanden vor ca. 2,2 Milliarden Jahren durch die endosymbiotische Verschmelzung eines Archaeons mit einem aeroben Bakterium. Eine zweite endosymbiotische Fusion vor ca. 1,6 Milliarden Jahren fügte aus Cyanobakterien hervorgegangene Chloroplasten hinzu und schuf so die grünen Pflanzen.

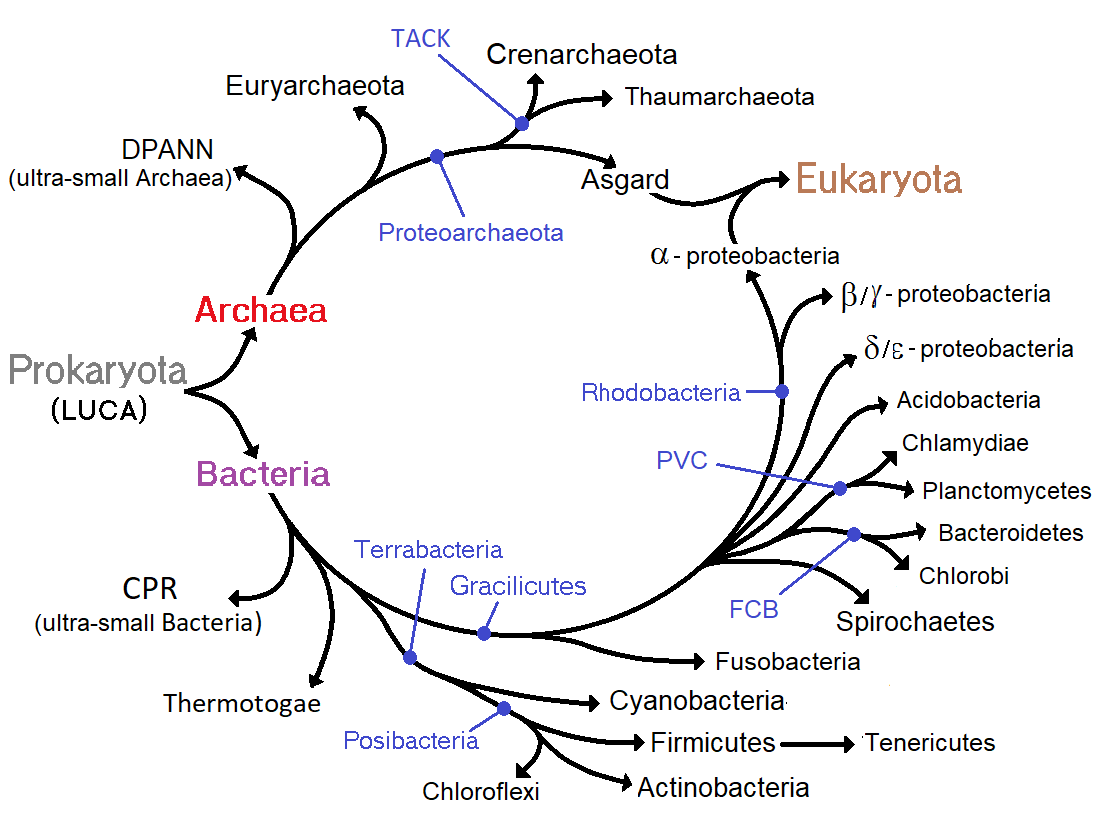
Das „Ring des Lebens“ genannte Modell hebt mit der Verschmelzung von Archaeen mit Bakterien deren Einfluss der auf die Entstehung der Eukaryoten hervor und rechtfertigt so die dritten Domäne der Eukaryoten.

Unter Symbiogenese versteht man die Verschmelzung von zwei oder mehreren verschiedenen Organismen in einem einzigen neuen Organismus.

## Begriffsgeschichte
Begründet wurde die Theorie der Symbiogenese durch den deutschen Botaniker Andreas Franz Wilhelm Schimper 1883
und den russischen Biologen Konstantin Mereschkowsky 1905.
Sie wurde 1922 vom amerikanischen Biologen Ivan Wallin und um 1970 von Lynn Margulis aufgegriffen.

## Bedeutung und Beispiele
Die Theorie der Symbiogenese stellt insofern eine Ergänzung der Evolutionstheorie dar, als die Entstehung neuer Zellorganellen, Organe oder Arten auf die symbiotische Beziehung und den Zusammenschluss zwischen einzelnen Arten zurückgeführt wird. Entsprechend folgt aus der Symbiogenese die Möglichkeit, dass sich Stammbäume nicht nur verzweigen, sondern auch wieder vernetzen können.
- Ein allgemein bekanntes Beispiel für Symbiogenese sind die Flechten als Zusammenschlüsse zwischen Pilzen und Grünalgen bzw. Cyanobakterien.
- Die Endosymbiontentheorie beinhaltet ein weiteres inzwischen wissenschaftlich anerkanntes Beispiel für Symbiogenese. Demnach liegt der Ursprung bestimmter Organellen (Mitochondrien und Plastiden) der eukaryotischen Zelle darin, dass Einzeller ohne Zellkern von voreukaryotischen Urzellen durch Endocytose einverleibt wurden. Die Endosymbiose führt zur Erhöhung der morphologischen Komplexität und ermöglicht eine Anreicherung derjenigen Zellen, die andere aufnehmen oder mit ihnen verschmelzen, mit genetischem Material und somit eine Zunahme der innerhalb einer Art verfügbaren Erbinformation.
- Bei Symbiosen vor allem mit Prokaryoten kann es auch zum horizontalen Gentransfer (oder genauer endosymbiotischen Gentransfer, EGT) kommen. Dieser ist eine weitere Möglichkeit der Anreicherung mit genetischem Material, die von Carl Woese als eine zusätzliche treibende Kraft vor allem der frühen Evolution erkannt wurde.
- Daneben wird von Lynn Margulis und anderen Vertretern der Theorie auch angenommen, dass auch Flagellen und Zilien von Eukaryoten sich aus endosymbiotischen Spirochäten entwickelt haben könnten.[11] Diese Hypothese ist unter Evolutionsbiologen umstritten, da in diesen Organellen offenbar keine eigenständige DNA vorkommt. Ein ursprünglich behaupteter Fund konnte nie reproduziert werden.
- Wie das Beispiel der Epixenosomen (zu den Verrucomicrobia gehörende Bakterien) des Wimperntierchens Euplotidium zeigt, sind derartige innige Ektosymbiosen im mikrobiellen Bereich aber prinzipiell möglich.[12][13]
- Wie die DNA-losen Plastiden der nicht photosynthetisch aktiven Grünalge Polytomella (Chlamydomonadales, syn. Volvocales),[14] die meisten Hydrogenosomen und alle Mitosomen (beide aus der Mitochondrien-Verwandtschaft) zeigen, ist der totale Verlust von DNA möglich. Auch bei den Mitosomen konnte ein vermeintlicher DNA-Fund widerlegt werden. Entscheidend ist in diesen Fällen aber der Nachweis von (zuvor) auf den Zellkern übertragener DNA des Organells, die homolog zu der von ähnlichen Organellen (mit eigener DNA) bei anderen Spezies ist (siehe Biosignatur: chemische Fossilien).

Nach Auffassung von Lynn Margulis und Dorion Sagan hat das Leben den Globus nicht durch Kampf, sondern durch Zusammenarbeit erobert (Life did not take over the globe by combat, but by networking).